# Distretto di Tupqaraǧan
Il distretto di Tupqaraǧan (in kazako: Түпқараған  ауданы) è un distretto (audan) del Kazakistan situato nella regione di Mangghystau; ha per capoluogo Fort Ševčenko.